# Konrad I. (Oldenburg)
Graf Konrad I. von Oldenburg (urkundlich bezeugt 1313 in Oldenburg; † 1347 in Oldenburg) war Graf von Oldenburg.

## Herkunft
Konrads Eltern waren Johann II. (urkundlich bezeugt 1272; † 1315) von Oldenburg und dessen zweite Ehefrau Hedwig von Diepholz. Er war der älteste Sohn aus dieser Verbindung.

## Leben
Ab 1324 urkundete und siegelte er gemeinsam mit seinem älteren Halbbruder Johann III. als regierender Graf, nach dessen Tod ab 1342 allein und ab 1345 an erster Stelle zusammen mit seinem Neffen Johann IV. Am 6. Januar 1345 verliehen beide Grafen der Stadt Oldenburg das Bremer Stadtrecht, um Oldenburg als Markt für auswärtige Kaufleute attraktiver zu machen und so durch höhere Zolleinnahmen die wirtschaftliche Basis des kleinen Grafenhauses zu stärken. Konrad I. hielt dabei die Stadtfreiheit in engen Grenzen, indem er u. a. eine Bündnispolitik mit anderen Städten ausdrücklich verbot. Oldenburg blieb trotz dieses Freiheitsprivilegs fest in die landesherrliche Autorität eingebunden.

## Ehe und Nachkommen
Konrad I. war verheiratet mit Ingeborg von Holstein, Tochter des Grafen Gerhard von Holstein, mit der er zwei Söhne hatte:
- Konrad II. (bezeugt 1342–1401), direkter Nachfolger des Vaters, zunächst zusammen mit Johann IV.
- Christian V. († 1399), Nachfolger des Vaters ab 1368